# Rüdiger von Biegeleben
Rüdiger Maria Joseph Franz Adelbert Freiherr von Biegeleben (* 2. Dezember 1847 in Wien; † 28. September 1912 auf Schloss Sigmundslust in Vomp, Tirol) aus dem Adelsgeschlecht Biegeleben war ein österreichisch-ungarischer Diplomat.

## Leben
Rüdiger von Biegeleben war ein Sohn des in hessischen und danach österreichischen Diensten stehenden Staatsmannes sowie Diplomaten Ludwig Maximilian Balthasar von Biegeleben (1812–1872) und von dessen Gemahlin Maria geborene Freiin von Buol-Berenberg (1825–1871). Das Paar hatte fünf Kinder.
Biegeleben studierte Jura an den Universitäten Bonn, Innsbruck und letztlich Wien, wo er die Staatsprüfung mit bestem Erfolg ablegte.
Während seiner Bonner Zeit unterbrach er das Studium und trat am 28. Juni 1866 als Freiwilliger der Kaltener Landesschutzkompanie bei, um bei Bedarf im dritten italienischen Unabhängigkeitskrieg zur Verfügung zu stehen. Auf Grund dieser Tätigkeit beförderte man ihn am 9. Dezember 1870 zum Leutnant.
Nach Studienabschluss wurde Biegeleben am 28. Oktober 1869 als Konzeptaspirant im österreichischen Außenministerium aufgenommen. Anfang November 1870 legte er die Diplomatenprüfung ab, worauf man ihn am 16. November zum unbesoldeten Gesandtschaftsattaché ernannte. Zwei Tage darauf teilte man ihn der Gesandtschaft in Rom, Italien, zu. Dort erfolgte ab 21. Mai 1873 sein Einsatz als Honorarlegationssekretär.
Im Mai 1875 versetzte man Biegeleben nach Konstantinopel, Türkei. Dort erfolgte am 20. Oktober seine Ernennung zum besoldeten Gesandtschaftsattaché. Am 21. März 1876 erhielt er das Amt eines Legationssekretärs.
Aus der Türkei abberufen, versetzte man Biegeleben am 13. März 1878 nach Dresden, Königreich Sachsen. Von dort erfolgte am 27. Oktober 1879 seine Versetzung nach London, von wo man ihn im Juni 1881 zur Dienstleistung ins Außenministerium nach Wien berief.
Am 30. Oktober bekam Biegeleben die Beförderung zum Honorarlegationsrat und die Berufung zum diplomatischen Agenten und Generalkonsul (mit militärischer Berichterstattung) nach Sofia, ins Fürstentum Bulgarien. Selbst in dieser Funktion bekam er noch kein Gehalt, sondern nur eine Funktions- und Mietzulage; er musste also vom eigenen Vermögen leben.
Mit Fürst Alexander I, aus dem Hause Battenberg verstand sich Biegeleben sehr gut. Im Rahmen seiner Möglichkeiten versuchte er sich für ihn in Wien bei Außenminister G. S. Graf Kálnoky einzusetzen, um ihn gegen Russland zu stützen. Da es in Sofia kein als Konsulat nutzbares angemessenes Gebäude gab, musste Biegeleben auf eigene Kosten ein solches errichten lassen. Dafür schenkte ihm die bulgarische Regierung ein Grundstück von 1812 m² schräg gegenüber vom Fürstenpalais. Eine Folge des guten Verhältnisses war, dass Österreich-Ungarn, zum riesigen Ärger Russlands, das Bulgarien als sein Einflussgebiet betrachtete, am 17. September 1883 den Auftrag für die Fertigstellung der Orientbahnlinie in Bulgarien erhielt. Als Anerkennung bekam Biegeleben am 24. Dezember die Ernennung zum Legationsrat II. Kategorie.
Ende August 1886, nach dem Sturz von Fürst Alexander I. durch von Russland gelenkte russophile bulgarische Offiziere, trat Biegeleben einen Urlaub an. Da der deutsche Reichskanzler Fürst Bismarck schon mehrmals die Abberufung des russlandfeindlichen Biegeleben gefordert hatte, gab man, um das Verhältnis zu Russland zu verbessern, in Wien nun nach. Am 12. Februar 1887 wurde dieser darum aus seiner Stellung in Sofia entlassen.
Zu seinem Nachfolger ernannte man Stephan Burián von Rajecz. Biegeleben reiste lediglich im März noch einmal kurz nach Sofia, um ihn in sein neues Amt einzuführen und sein Hausmobiliar an ihn zu verkaufen. Das Gebäude vermietete er an den österreichisch-ungarischen Staat zur weiteren Nutzung als Konsulat.
Am 14. Februar 1887 war an Biegeleben die Mitteilung ergangen, sich auf eine Umsiedlung nach London vorzubereiten, wo er an der Botschaft eingesetzt werden sollte. Schon am 31. März erfolgte jedoch seine Ernennung zum außerordentliche Gesandten und bevollmächtigten Minister an den Höfen in Japan, China und Siam; ersteres Land war sein Hauptsitz. Sich spät auf die Reise begebend und auf der Hinreise auch jeweils kurz in Siam sowie China weilend, kam Biegeleben erst am 25. Februar 1889 in Yokohama an. Am 23. April 1893 erfolgte seine Abberufung. Da jedoch der Besuch des Erzherzogs Franz Ferdinand bevorstand, der 1892/1893 auf ärztlichen Rat mit großem Gefolge eine Weltreise auf dem Torpedorammkreuzer Kaiserin Elisabeth unternahm, verließ Biegeleben erst Ende November 1893 Tokio.
In Österreich zurück, vermählte er sich am 2. Juni 1894 in Graz mit Bertha Aloysia Freiin Kübeck von Kübau (* 1866; † 1945 in Lyon als Ordensfrau der Karmelitinnen). Sie war die Tochter des österreichischen Diplomaten Alois Kübeck von Kübau.  
Da es um Biegelebens Gesundheit schon seit Jahren nicht gut stand, wurde er als Diplomat am 31. Mai 1894 in den Zustand der Disponibilität versetzt und am 23. Juli 1896 in zeitweisen Ruhestand.
Auf Grund seines bronchialen Leidens verbrachte Biegeleben mit seiner Gemahlin regelmäßig die Winter in Ägypten. Die übrige Zeit des Jahres lebte das Paar vorrangig in ihrem Schloss Sigmundslust, das Biegeleben 1890 erworben und im Inneren seinen Bedürfnissen entsprechend eingerichtet hatte. So schuf er sich einen Bibliotheksraum und einen für seine Reiseerinnerungen, wovon er sehr viele aus Asien mitgebracht hatte. Am 28. Januar 1899 wurde Biegeleben schließlich auf Grund seiner sich nicht verbessernden Gesundheit unter der ehrenhaften Ernennung zum Geheimen Rat in den dauerhaften Ruhestand versetzt.
Da die Familie die zum Teil problematische Situation der Christen im Türkischen Reich und Orient kennengelernt hatte, war er als Pensionär im Vorstand eines Vereins tätig, welcher sich dort für die Situation der Katholiken einsetzte.  
Nach dem Tod von Rüdiger Freiherr von Biegeleben 1912 trat, da dessen Ehe kinderlos geblieben war, dessen Neffe Maximilian Freiherr von Biegeleben (1886–1976) das umfangreiche Erbe an.

## Bücher
- Ludwig von Biegeleben. Ein Vorkämpfer des großdeutschen Gedankens. Lebensbild dargestellt von seinem Sohn. Zürich-Leipzig-Wien, Amalthea-Verlag, 1930.
- Eine eisige Novembernacht mit schneidend kaltem Wind, Mit der Postkutsche in Bulgarien unterwegs nach Sofia. In: Die Hitze hier ist wieder kolossal ... Des Kaisers Diplomaten und Konsuln auf Reisen, Reiseschilderungen 1808–1918. Rudolf Agstner (Hg.). LIT Verlag, Wien 2014. ISBN 978-3-643-50577-4. S. 151–155.

## Auszeichnungen (Auswahl)
- 1875: Ritter des Ordens der Eisernen Krone, III. Klasse
- 1884: Komtur des Franz-Joseph-Ordens mit Stern
- 1893: Großkreuz des Franz-Joseph-Ordens